# Altes Pfarrhaus (Lindenberg im Allgäu)

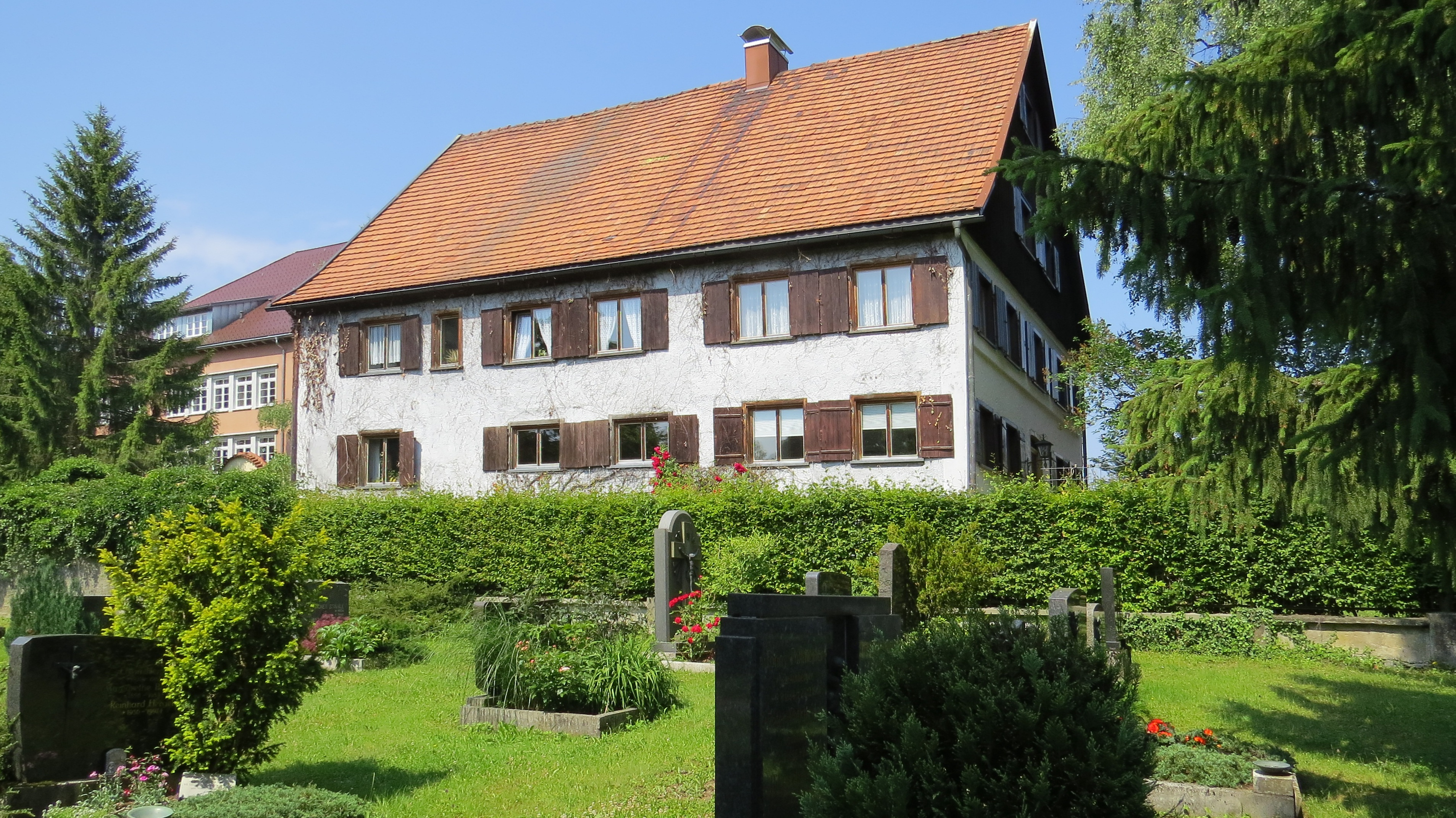
Ehemaliges Pfarrhaus in Lindenberg im Allgäu

Das alte Pfarrhaus (örtlich auch Pfarrhof) in Lindenberg im Allgäu, einer Gemeinde im schwäbischen Landkreis Lindau in Bayern, wurde im 18. Jahrhundert errichtet. Das ehemalige Pfarrhaus am Antoniusplatz 3 (heute Haus Bleif) nahe der früheren römisch-katholischen Stadtpfarrkirche St. Peter und Paul („Aureliuskirche“) ist ein geschütztes Baudenkmal.
Es ist ein zweigeschossiger Satteldachbau mit giebelseitigem Eingang, dessen Kern im 18. Jahrhundert entstand. Das Türoberlicht ist mit der Jahreszahl 1822 bezeichnet.
Im Jahr 1902 war vorübergehend geplant worden, das Pfarrhaus abzubrechen, um Platz für eine größere Stadtpfarrkirche zu schaffen. 1910 wurde jedoch entschieden, die neue Kirche an einem anderen Platz zu bauen.
Seit der Amtszeit von Pfarrer Johann Joseph Wettach (1734–1819), Pfarrer in Lindenberg von 1769 bis 1815, befand sich in dem Pfarrhaus eine bedeutende Bibliothek, in die auch sein Nachfolger Josef Anton Hauber (1777–1840), Pfarrer in Lindenberg von 1815 bis 1840, seine Privatbibliothek einbrachte, ähnlich spätere Pfarrer. Beide vermachten die Bibliothek testamentarisch der Pfarrei Lindenberg, verbunden mit der Bedingung, dass sie im Pfarrhof verbleibe. Wettach hatte nach dem Amtsantritt von Pfarrer Hauber lebenslanges Wohnrecht im Pfarrhaus und bewohnte es mit Hauber zusammen.
In den Jahren 1912 bis 1914 wurde mit der neuen Stadtpfarrkirche St. Peter und Paul in der Goethestraße neben der Kirche auch ein neues Pfarrhaus gebaut. Das bisherige Pfarrhaus am Antoniusplatz verlor seine Funktion und ging in den Besitz der Stadt Lindenberg über; auch die Bibliothek erhielt im neuen Pfarrhof einen eigenen Raum, bis sie auf Beschluss des Bistums Augsburg im Dezember 2001 bis auf einen kleinen Rest von etwa 50 Bänden ins Priesterseminar in Augsburg gebracht wurde.